# Morpho pseudaugustinae
Morpho pseudaugustinae är en fjärilsart som beskrevs av Le Moult 1931. Morpho pseudaugustinae ingår i släktet Morpho och familjen praktfjärilar. Inga underarter finns listade i Catalogue of Life.